# Informatore Scacchistico
L'Informatore Scacchistico è una pubblicazione della casa editrice Šahovski Informator, fondata a Belgrado nel 1966 da Aleksandar Matanović e Milivoje Molerović.
Il primo numero uscì in maggio del 1966 e fino al 1990 uscì con cadenza semestrale. Dal 1991 al 2011 vennero pubblicate tre edizioni all'anno. Dal 2012 il periodico è a cadenza quadrimestrale (marzo, giugno, settembre, dicembre). Il 100º numero uscì il 1º aprile 2008. Dal n. 80, uscito nel 2001, è disponibile anche una versione elettronica su compact disc.
Per circa trent'anni, fino all'avvento dei database di partite su computer, rappresentò la principale fonte di informazioni per gli scacchisti di tutto il mondo sulle partite e sui tornei giocati a livello internazionale. Anche oggigiorno comunque l'Informatore, come viene comunemente chiamato, continua ad essere una pubblicazione molto popolare tra gli scacchisti.
Ogni numero dell'Informatore Scacchistico contiene diverse centinaia di partite, molte commentate estesamente dagli stessi giocatori o da altri maestri o grandi maestri. Le posizioni più interessanti sono illustrate con diagrammi. Al termine del volume è presente un indice dettagliato delle partite, un indice delle migliori combinazioni e un elenco dei risultati dei principali tornei giocati nel periodo precedente all'uscita del volume. È presente spesso anche un'appendice curata direttamente dalla FIDE, con notizie sui congressi e sulle nomine di grandi maestri e maestri internazionali.
Anatolij Karpov commentò così la nascita della nuova rivista: - "L'Informatore Scacchistico ha segnato l'inizio di una rivoluzione nell'ambito dell'informazione sugli scacchi. Oggigiorno la velocità con cui si propagano le idee scacchistiche supera quella di altri campi. L'Informatore Scacchistico continua ad essere un punto di riferimento e gli scacchisti lo usano sia come manuale che come semplice fonte di piacevole lettura. L'Informatore ha reso disponibile la bellezza del nostro gioco in tutte le parti del mondo".